# Lena Lotzen
Lena Lotzen (Würzburg, 11 settembre 1993) è un'ex calciatrice tedesca, di ruolo attaccante.
Campionessa di Germania con il Bayern Monaco per due stagioni consecutive, 2014-2015 e 2015-2016, ha inoltre indossato la maglia della Nazionale tedesca con la quale tra il 2012 e il 2015 ha collezionato 25 presenze, segnato 4 reti e si è laureata Campionessa d'Europa all'edizione di Svezia 2013.

## Palmarès

### Club
- Campionato tedesco: 2

Bayern Monaco: 2014-2015, 2015-2016
- Coppa di Germania: 1

Bayern Monaco: 2011-2012

### Nazionale
- Campionato europeo femminile di calcio: 1

2013

### Individuale
- Fritz-Walter-Medaille

 Oro 2012